# USS Monaghan (DD-354)
L’USS Monaghan (DD-354) était un destroyer de la marine américaine de la classe des Farragut. Il fut baptisé en l'honneur de l'enseigne John R. Monaghan. Il fut construit à partir du 21 novembre 1933 par les chantiers navals de Boston et lancé le 9 janvier 1935. Il fut armé le 19 avril 1935, avec R. R. Thompson aux commandes.

## Pearl Harbor
Le 7 décembre 1941, le Monaghan était situé dans la rade de Pearl Harbor, dans le loch est où mouillait la plupart des destroyers. À 7 h 53, il reçoit l'ordre rejoindre le destroyer Ward. Il appareille à 8 h 27 et durant son chemin, il croise le tender Curtiss qui vient de repérer un des sous-marins de poche (celui d'Iwazé) qui est en surface. Il participe à la canonnade sans réussite et voit la première torpille frôler le tender. Il est ensuite pris pour cible et parvient à éviter la seconde torpille. Le destroyer fonce sur le sous-marin qui n'a plus de moyens de défense. Poids plume face au destroyer, le sous-marin évite de se faire éperonner mais les grenades ne le ratent pas ; il ne résiste pas, il est broyé et les deux hommes meurent (un avait été touché avant le lancement de la deuxième torpille). Les explosions sont si violentes que le navire est secoué et risque de s'échouer, il fonce droit sur le rivage. Il percute le chaland détruit par un obus américain et réussit à éviter l'échouage. Le Curtiss aperçoit alors un autre sous-marin, mais le Monaghan arrive trop tard, la Mouche d'Hirowo sera coulée plus tard. Le destroyer ne sera l'objet d'aucune attaque lors de la bataille.
Le navire est coulé le 11 novembre 1944 à l'est des Philippines par le Typhon Cobra.